# Zevenhoven
Zevenhoven (deutsch Sieben Höfe) ist ein Dorf in der Gemeinde Nieuwkoop in der niederländischen Provinz Südholland. Es hat 2.375 Einwohner (Stand: 1. Januar 2024).

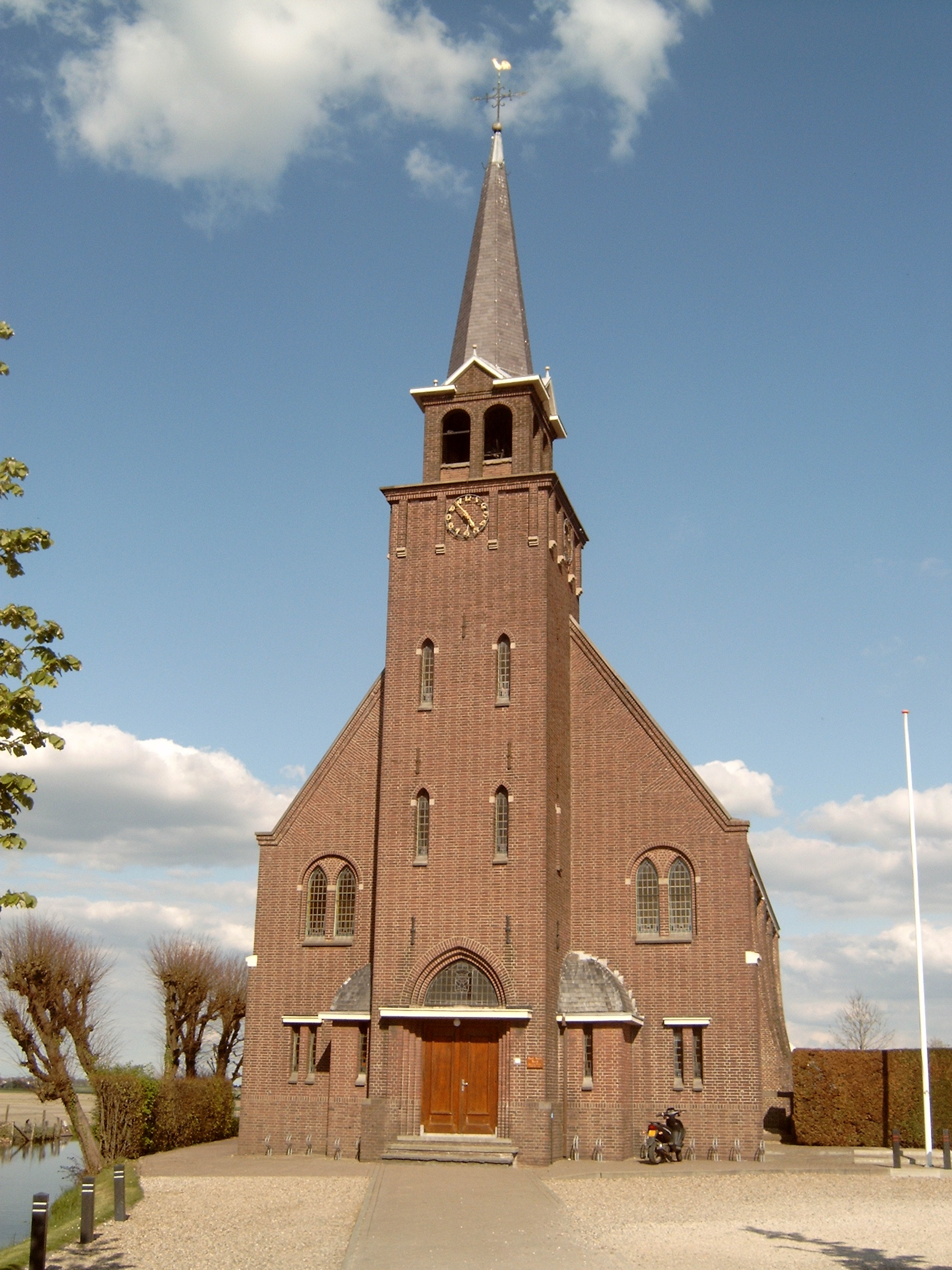
Reformierte Kirche aus dem Jahr 1937

Zevenhoven wurde am 1. Januar 1991 mit der Gemeinde Nieuwveen unter dem vorläufigen Namen Nieuwveen zusammengelegt. Am 1. Januar 1994 bekam die Gemeinde den Namen Liemeer. 2007 wurden die Gemeinden Liemeer, Ter Aar und Nieuwkoop zur Gemeinde Nieuwkoop vereinigt.

## Persönlichkeiten
- Daan Kool (* 2001), Radsportler und Eisschnellläufer